# 화성운수
화성운수(華城運輸)는 경기도 화성시의 시내버스 회사이다. 본사는 화성시 안녕동에 있다.

## 연혁
- 2008년 3월 10일: 회사 설립, 오산교통의 화성시내 노선을 넘겨받음.

- 2019년 12월 14일: 소신여객이 인수하여 대표자가 변경됨. 기존 사장은 사임.

## 현황
2024년 12월 9일 기준이다.
| 운행업체 | 보유 노선수 | 보유 노선수 | 보유 노선수 | 보유 노선수 | 보유 노선수 | 등록 대수 | 등록 대수 | 등록 대수 | 등록 대수 | 등록 대수 |
| -------- | ----------- | ----------- | ----------- | ----------- | ----------- | --------- | --------- | --------- | --------- | --------- |
| 운행업체 | 노선 합계   | 광역급행    | 직행좌석    | 일반좌석    | 시내일반    | 대수 합계 | 광역급행  | 직행좌석  | 일반좌석  | 시내일반  |
| 화성운수 | 5           | -           | -           | -           | 5           | 37        | -         | -         | -         | 37        |

## 운행 노선

### 도시형버스
- ● 73번: 동탄2차고지 - 호수자이파밀리에 - 동탄2아이파크1.2단지 - 서연중고등학교 - 동탄호수공원 - 정현초.청림중 - 호수부영1차.서희스타힐스.단독주택 - 창의고등학교 - 르파비스 - e편한세상동탄 - 예솔초.호반2차.대원2차 - 이주택지.상록.경남아파트 - 동탄2파출소.농협 - 한미약품.푸르지오 - 예당고사거리 - 동탄1동행정복지센터.헌혈의집 - 현대아이파크 - 센트럴파크 - 모아미래도1단지 - 자연앤아너스빌.한마음초교 - 우남퍼스트빌 - 병점고등학교 - 센트럴허브시티.송화초교 - 병점역사거리
- ● 701A번 : 동탄2차고지 - 호수자이파밀리에.아이원 - 아이파크.호수부영4차 - 호수부영1차 - 호반써밋동탄 - 동탄9동행정복지센터 - 호반5차.르파비스 - 한신더휴 - 예솔초.호반2차.대원2차 - 호반베르디움.롯데캐슬 - 한화.호반.대원 - 한화.린스트라우스 - 동탄역 - 리베라CC - 동탄초교 - 신미주아파트 - 반도5차 - 동탄2신도시홍보관 - 반석초등학교 - 동탄2동행정복지센터 - 홈플러스 화성동탄점 - 다은마을(중) - 서동탄역.신일해피트리 - 성호아파트 - 센트럴허브시티.송화초교 - 병점역사거리 - 안화고등학교 - 참누리아파트.기산중학교 - 반정아이파크캐슬 - 곡반초등학교 - 수원버스터미널 - 세류사거리 - 세류역 - 수원아이파크5단지 - 곡반정동차고지
- ● 708번: 동탄2차고지 - 호수자이파밀리에.아이원 - 동탄호수공원 - 호수부영3차.우미린2차 - 나래학교 - 의료시설부지 - 한화꿈에그린 - 호반베르디움.롯데캐슬 - 신안2차.반도4차 - 영천유.금성백조 - 자이.우남퍼스트빌 - 상록.테크노밸리.GS자이 - 한미약품.푸르지오 - 우미제일.전하리교회 - 한빛마을.석우중학교 (중) - 메타폴리스 (중) - 다은마을 (중) - 모아미래도.우림필유.평생학습관 (중) - 서동탄역.신일해피트리 (중) - 성호아파트 - 센트럴허브시티.송화초교 - 병점역사거리
- ● 710번: 만의사.마을회관 - 상록골프장 - 동탄2LH4단지 - 한백고등학교 - 동탄2파출소.농협 - 한미약품.푸르지오 - 전하리교회.우미제일 - 한빛마을.석우중학교(중) - 센트럴파크 - 능동은행사거리 - 동탄3동행정복지센터 - 신미주아파트앞 - 주공10.11단지 - 중심상가 - 진안동 - 병점사거리 - 병점역사거리 → 센트럴허브시티.송화초교 → 동부출장소.병점초등학교 이후 역순
- ● 712번: 만의사.마을회관 - 상록골프장 - 동탄2LH4단지 - 동탄2부영아파트 - 이주택지.상록.경남아파트 - 한백초중교 - 동탄행복마을푸르지오아파트 - 동탄2파출소.농협 - 동원.다원중 - 동탄테크노밸리 - 한미약품.푸르지오 - 예당마을.롯데캐슬(중) - 동탄1동행정복지센터.헌혈의집 - 동양파라곤 - 포스코정문앞 - 풍성신미주(중) - 모아미래도.우림필유.평생학습관(중) - 서동탄역.신일해피트리(중) - 성호아파트 - 병점역사거리

## 이전 운행 노선
- ● 3-2번: 오산역 광장 - 중원사거리 - 궐동 - 오산대학 - 가장산업단지 - 정남 - 계향리 - 갈천리 - 동오사거리 - 백토리 - 향남택지지구 - 화성중,고교 (수성여객에 양도)
- ● 8번: 발안 - 정남 - 서랑저수지 - 세마역 - 송화초교 (80번의 전신)
- ● 11-1번: 정남농협 - 동남A - 계향리 - 문학리 - 동오사거리 - 화성종합경기타운 - 향남택지지구 - 발안 - 구장사거리 - 팔탄 - 무송동 - 화성시청 - 남양사거리 - 남양성지 (향남교통에 양도)
- ● 50번: 대광아파트 - 화성시청 - 남양사거리 - 북양동 - 청요리 - 기천저수지 - 수원여자대학교 해란캠퍼스 - 장안대학교 - 봉담읍사무소 - 봉담택지지구 - 분천리 - 수기리 - 수원과학대학교 - 융건릉 - 용주사 - 안녕동 - 병점역후문 - 홈플러스 병점점 - 병점역사거리 (수성여객에 양도)
- ● 70-2번: 동탄임시공영차고지 - 동탄2신도시 시범단지 - 예당마을 - 다은마을 - 동탄고등학교 - 숲속마을 - 삼성반도체 - 반월삼거리 - 신영통현대타운 ( 하루 2회 운행, 평시 75번 노선으로 운행 )
- ● 72번: 나루고등학교 - 반송고등학교 - 새강마을 - 푸른마을 - 우남A - 병점역사거리
- ● 73-1번: 예당고교 - 동탄이마트 - 개나리공원 - 동탄고교 - 푸른마을
- ● 75번: 동탄임시공영차고지 - 동탄2신도시 시범단지(왕복운행) - 나루마을 - 메타폴리스 - 이마트 동탄점
- ● 76번: 능2리 - 한신아파트 - 홈플러스 후문 - 병점역 - 동부출장소 - 진안동 - 진안초등학교 - 반정동 - 목양교회 (수성여객에 양도)
- ● 77번: 길성리 - 요리 - 백토리 - 상두리 - 향남택지지구 - 발안사거리 - 화성중,고교 (수성여객에 양도)
- ● 77-1번: 길성리 - 상두리 - 화리현리 - 동오리마을회관 - 향남택지지구 - 발안사거리 - 화성중,고교
- ● 78번: 화성중,고교 - 향남2지구 - 양감(대양리, 요당리, 신왕리) (소망운수한테 양도)
- ● 79번: 향남2지구 - 향남초등학교 - 양감(사창리, 용소리) (수성여객에 양도)
- ● 80번: 화성중,고교 - 발안사거리 - 향남읍사무소 - 향남부영A (향남2) - 화성소방서 - 동오사거리 - 효원납골공원 - 문학리 - 정남면사무소 - 신리사거리 - 정남초등학교 - 정남농협 - 괘랑리 - 뱅뱅 - 신한미지앤A - 송산리입구 - 현충탑 - 병점역 후문 - 홈플러스 병점점 - 병점역 사거리 (소망운수한테 양도)
- ● 81번: 화성중,고교 - 발안사거리 - 향남읍사무소 - 향남부영A (향남2) - 화성소방서 - 동오사거리 - 효원납골공원 - 문학리 - 정남면사무소 - 신리사거리 - 정남초등학교 - 정남농협 - 괘랑리 - 뱅뱅 - 신한미지앤A - 송산리입구 - 현충탑 - 병점역 후문 - 홈플러스 병점점 - 병점역 사거리 - 서동탄역신일해피트리 - 동탄이마트.한림대병원 - 동탄역 (수성여객에 양도)
- ● 333번: 그린피아호텔 - 수원과학대 - 정남농협 - 용수리 - 망월리 - 벌음동 - 탑동 - 가수동 - 남촌오거리 - 중원사거리 - 롯데마트 - 오산역광장 (수성여객에 양도)
- ● 500번: 한신대학교 - 병점역 후문
- ● 500-3번: 외삼미동 - 세마역 - 대림아파트 - 병점역 - 황계동 (2015년 10월 19일 폐선)
- ● 700번: 중리,만의사 - 동탄2신도시 시범단지 - 예당마을 - 센트럴파크 - 능동사거리 - 능동고등학교 - 태안주공 1,2,4,5,6단지 - 동부출장소 - 병점역사거리
- ● 701-1번: 서동탄역 - 다은마을 - 반송고교
- ● 701-1번: 병점역사거리 - 홈플러스 병점점 - 동부출장소 - 태안중심상가 - 안화고등학교 - 주공4단지 - 병점고등학교 - 우남A - 다은마을 - 동탄2동주민센터 - 반송고교 - 동탄산업단지 - 장지리
- ● 702번: 동탄2신도시 호반3차 - 반도유보라 - 동탄초등학교 - 동탄국제고등학교 - 동탄차고지 - 서동탄역신일해피트리 - 병점역사거리
- ● 703번: 예솔초등학교 - 영천초등학교 - 동탄역 - 동탄초등학교 - 서동탄역신일해피트리 - 송화초등학교 - 병점역사거리
- ● 708-1번: 숲속마을 - 다은마을 - 메타폴리스 - 예당마을 - 이마트 - 삼성반도체 - 신영통
- ● 709번: 서동탄역 - 푸른마을 - 숲속마을 - 능동사거리 - 메타폴리스 - 동양파라곤 (수성여객에 양도)
- ● 709-1번: 서동탄역 - 푸른마을 - 금곡초등학교 - 동탄씨티병원 - 솔빛마을 (수성여객에 양도)
- ● 2000A번: 수원역 - 석포공단 (매봉여객에 양도)
- ● 2000B번: 화성시청 - 향남2지구 (매봉여객에 양도)

## 보유 차량
- BYD eBus-9
- BYD eBus-11
- 현대 그린시티
- 현대 저상 뉴 슈퍼 에어로시티

## 같이 보기
- 소신여객